# Фернан Гвіллу
Фернан Гвіллу (фр. Fernand Guillou, 6 січня 1926 — 7 жовтня 2009) — французький баскетболіст.
Срібний призер Олімпійських ігор 1948 року.
Срібний призер Чемпіонату Європи 1949 року.